# Кремен (Кирджалійська область)
Кре́мен (болг. Кремен) — село в Кирджалійській області Болгарії. Входить до складу общини Кирково.

## Населення
За даними перепису населення 2011 року у селі проживали 102 особи.
Національний склад населення села:
| Національність   | Кількість осіб | Відсоток |
| ---------------- | -------------- | -------- |
| болгари          | 97             | 95,1%    |
| турки            | 0              | 0%       |
| цигани           | 0              | 0%       |
| інша             | 0              | 0%       |
| не визначились   | 5              | 4,9%     |
| Всього відповіли | 102            |          |

Розподіл населення за віком у 2011 році:
Динаміка населення: